# Angola en los Juegos Olímpicos de Seúl 1988
Angola estuvo representada en los Juegos Olímpicos de Seúl 1988 por un total de 24 deportistas, 19 hombres y 5 mujeres, que compitieron en 4 deportes.
El portador de la bandera en la ceremonia de apertura fue el atleta João N'Tyamba. El equipo olímpico angoleño no obtuvo ninguna medalla en estos Juegos.